# Segueix-me el rotllo
Segueix-me el rotllo (títol original en anglès: Just Go with It) és una comèdia romàntica del 2011 protagonitzada per Adam Sandler i Jennifer Aniston, amb la participació de Nicole Kidman, la model Brooklyn Decker i el músic Dave Matthews. Ha estat doblada al català.
La pel·lícula està basada en la pel·lícula del 1969 Cactus Flower, que fou adaptada d'una obra de teatre de Broadway escrita per Abe Burrows, que alhora va inspirar-se en l'obra francesa Fleur de cactus.

## Argument
En Danny (Adam Sandler) és un cirurgià plàstic de renom, menyspreat per ser jove i pel seu nas deforme, que fingeix ser un infeliç marit per lligar amb dones i així superar el seu trauma. Quan finalment coneix una noia anomenada Parker (Brooklyn Decker) de qui s'enamora, i després de dormir junts ella descobreix l'aliança de casament que ell utilitza. Per por de dir-li la veritat (i com ha fet des de feia diversos anys), ell li diu que està en procés de divorci, i ella li respon que vol conèixer la seva futura ex-dona. Així que en Danny demana a la seva ajudant, Katherine (Jennifer Aniston), que es faci passar per la seva dona per tal de provar la seva història, però una mentida porta a una altra.

## Repartiment
- Adam Sandler
- Jennifer Aniston
- Nicole Kidman
- Brooklyn Decker
- Bailee Madison
- Nick Swardson
- Dave Matthews
- Rachel Dratch

## Crítica
- "Reformula les troballes (i els errors) de '50 primeres cites' i 'Nens grans', que segueix sent d'un peterpanisme cafre capaç de caure en la comèdia romàntica a força de slapstick, masclisme càndid i feminisme stripper."[3]
- "És la pel·lícula perfecta per a una cita de Sant Valentín, però només amb algú a qui odiïs (...) Puntuació: ★ (sobre 4)"[4]
- "Una predictible i allargada farsa romàntica amb suficient descaradura i sex appeal per atreure al públic"[5]